# Paraclius hybridus
Paraclius hybridus är en tvåvingeart som beskrevs av Axel Leonard Melander 1900. Paraclius hybridus ingår i släktet Paraclius och familjen styltflugor. Inga underarter finns listade i Catalogue of Life.